# Isaac Montero
Fernando-Isaac Hernández Montero, conegut com a Isaac Montero (Madrid, 1936- 10 de setembre de 2008) va ser un escriptor i guionista espanyol, Premi de la Crítica de 1998 per la seva obra Ladrón de lunas.

## Biografia
Narrador de la segona generació de postguerra, va guanyar dos cops el Premi Sésamo en la categoria de Poemes (1957) i en la de novel·la curta l'any 1964 amb la seva novel·la Una cuestión privada; la seva primera novel·la, Alrededor de un día de abril, va estar 15 anys segrestada pel Tribunal d'Ordre Públic i no es va publicar fins a l'any 1981. 
 El seu treball s'emmarca dins de l'anomenada corrent del realisme social o la novel·la social.
L'any 1994 va dimitir com a president de l'Associació Col·legial d'Escriptors d'Espanya, (ACE), al no ser recolzada la seva proposta de donar suport a la carta que el director de la Reial Acadèmia Espanyola (Fernando Lázaro Carreter) va enviar al president del Govern espanyol per tal d'intervenir en defensa del castellà a Catalunya.
L'any 2008 va morir a causa d'un infart.

## Obra
Les seves novel·les s'enmarquen dins el gènere del realisme social, temàtica que va compartir amb altres autors com Caballero Bonald, Antonio Ferres, Jesús López Pacheco o Daniel Sueiro.

### Novel·la
- Alrededor de un día de abril (1965)
- Al final de la primavera (1965)
- Los días de amor, guerra y omnipotencia de David el Callado (1972)
- Arte Real (1979)
- Pájaro en una tormenta (1985)
- Juegos de luz (1988)
- Primera comunión de Aurorarroja (1991)
- El sueño de Móstoles (1993)
- Estados de ánimo (1994)
- Ladrón de lunas (1998). Premi de la crítica de narrativa en castellà
- La fuga del mar (2000)
- El lobo cansado (2007)

### Guions
- Cervantes (1981) (Sèrie de televisió)
- Juanita la Larga (1982) (Telefilm)
- Vísperas (TV Mini-Series) (1987) (Mini-sèrie - 3 episodis)
- Pájaro en una tormenta (1990) (Sèrie de Televisió - Episodi I)
- La sal de la vida I (1996)
- Tatiana, la muñeca rusa. (1999)